# Pony Express (courrier)
Pony Express est un terme générique qui désigne l'ensemble des relais de courrier rapide déployés dans le sud et l'ouest américain à partir de 1832, par des grands journaux où la Poste américaine. Leurs promoteurs sont des éditeurs de journaux, comme James Watson Webb et le duo Samuel Morse-Gerard Hallock, propriétaires du Journal of Commerce. Amos Kendall, directeur du "Post Office" invente l'expression "Pony Express" le 5 novembre 1836, quelques mois après le vote d'une loi créant un service public de ce type, voulue par des parlementaires de l'entourage du président américain Andrew Jackson.

## Histoire
Les premiers systèmes de Pony Express ont été créés pour connecter les grands ports de la côte est américaine, entre lesquels aucune route terrestre n'existe avant 1830. Il faut aussi relier les états de la Frontière sauvage. En 1825, le général John McLean, de l'Ohio, fut le premier à proposer de créer un tel service pour le "Post Office", afin de relier les grandes villes à celle d'Augusta (Georgie) afin de permettre aux planteurs de coton de recevoir les nouvelles du marché mondial à la même vitesse que les spéculateurs, qui avaient leurs propres systèmes d'information au moment des pénuries temporaires qui ont quasiment fait doubler les cours du coton  en raison d'une simple baisse des stocks dans le port de Liverpool.
En 1830, le Courier and Enquirer obtient le texte du discours d'Andrew Jackson sur l'État de l'Union en seulement 27 heures. Il s'agit cependant d'un "coup" ponctuel.
Un premier "Pony Express" plus régulier, du Journal of Commerce, relie New York à Philadelphie en janvier 1833, battant d'une journée la poste américaine, qui le rachète dès la fin du mois . Gerard Hallock, l'éditeur du journal, complète alors son service jusqu'à Washington, 200 km plus au sud et bat à nouveau la poste, qui opère par mer sur ce tronçon. En 1835, il obtient de partager le coût des cavaliers avec son grand rival new-yorkais, le Courier and Enquirer de James Watson Webb, qui dépense 7 500 dollars par mois pour le même service, après s'être d'abord plaint à la poste.
Le président Andrew Jackson, défenseur revendiqué du monde rural et des nouveaux territoires au Sud et à l'Ouest des États-Unis s'intéresse de près à la questionː la loi postale du 2 juillet 1836 créée ensuite un service public amélioré, voulu par deux parlementaires proches du président Andrew Jackson, qui dénoncent les financiers urbains spéculant au détriment des cultivateurs et souhaitent protéger les journaux locaux. Une livraison deux fois plus rapide est offerte sur 4 axes, jusqu'à Saint-Louis (Missouri) et La Nouvelle-Orléans, où la presse suit de près le marché du coton et dénonce les "spéculations de quelques-uns au détriment de beaucoup". Le retard avec lequel circulent les nouvelles entre les négociants et banquiers de Liverpool et les producteurs de la vallée du Mississippi à sa part de responsabilité dans la Panique de 1837. Il amène les parlementaires américains à vouloir des liaisons plus rapides. Dès l'année suivante, le congrès est ainsi saisi d'un projet de liaison télégraphique, sur la base de l'invention présentée par Samuel Morse, entre New York et La Nouvelle-Orléans . Le projet n'aboutit pas en raison de l'importance des sommes à investir. Il faudra attendre 1843 et une subvention plus modeste, pour une simple liaison entre la capitale et la ville voisine de Baltimore.
Place importante du marché du coton, la ville de La Nouvelle-Orléans verra cependant ses quotidiens les plus dynamiques, comme le "New Orleans Daily Picayune", créé en février 1837, organiser à leur tour des services de "Pony Express" jusqu'à New York, sur une distance de plus de 1 700 miles.
Pour rapporter les nouvelles de la Guerre américano-mexicaine (1846-1848), plusieurs quotidiens s'associent, à plusieurs reprises, pour financer aussi un "Pony Express": des cavaliers se relayant fréquemment, au départ de La Nouvelle-Orléans, jusqu'en Caroline, d'où les nouvelles sont télégraphiées. Rivaux, les journaux new-yorkais sont le plus souvent alliés à ceux d'autres villes. Mais la mauvaise qualité du lien télégraphique entre Washington et New York, ouvert en 1846, et son coût élevé diminuent l'utilité de ces Pony Express, seulement utilisés par les journaux les plus agressifs sur le plan commercial.
Prélude à la guerre, la découverte de négociations secrètes entre États-Unis et Mexique, en décembre 1845, amène le Journal of Commerce et le New Orleans Crescent City à en créer un. En mai 1846, le message de John Tyler annonçant la Guerre américano-mexicaine est amené de La Nouvelle-Orléans jusqu'en Caroline du Sud par le Baltimore Sun, allié au Philadelphia Public Ledger pour affréter 60 cavaliers d'un autre "Pony Express". Un système concurrent a été déployé par le New-York Sun et le Charleston Courrier d'Aaron Smith Willington. Le 29 mars 1847, Arunah Shepherdson Abell et son Baltimore Sun sont de nouveau les premiers à révéler un événement important de la guerre, la fin du siège de Veracruz.
Avec l'arrivée de liaisons télégraphiques plus fiables, plusieurs grands journaux de New York créent l'Associated Press, dont la première vocation est de partager les coûts du Pony express de Nouvelle-Écosse, appelé aussi « Halifax express », qui leur permet de gagner au moins une journée dans l'acheminement des nouvelles venues d'Europe. Huit cavaliers se relaient pour traverser la province de Nouvelle-Écosse, de Halifax, le seul grand port canadien libre de glaces toute l'année, à Digby, de l'autre côté de la péninsule, puis New York (par télégraphe). Opérationnel à partir de février 1849, il a été remplacé en novembre de la même année par le télégraphe électrique.
Les années 1860 verront la création d'un autre service de distribution rapide du courrier aux États-Unis, visant à sortir l'ouest des États-Unis de son isolement géographique, appelé communément "Pony Express". Il entre service entre le 3 avril 1860 et octobre 1861. Traversant les Grandes Plaines, les montagnes Rocheuses et la Sierra Nevada de Saint-Joseph, à Sacramento.